# Jan Thiel (constructeur)
Jan Thiel (Amsterdam, 23 juni 1940) is een constructeur en tuner uit de motorsportwereld. 
Samen met Martin Mijwaart was hij in 1965 oprichter van het Nederlandse raceteam Jamathi dat eigen racers en bromfietsen onder die noemer bouwde. Het team won onder meer met Paul Lodewijkx, Aalt Toersen en Theo Timmer tussen 1968 en 1973 negen grand-prixwedstrijden in de klasse 50 cc. 
Thiel ontwikkelde zich al snel tot de meest gevraagde constructeur in de lichte klassen. Bij gebrek aan geld om het Jamathi-project voort te zetten, vertrok hij in 1974 naar Italië, waar hij samen met Martin Mijwaart een racemotor bouwde voor de Italiaanse topcoureur Eugenio Lazzarini. Korte tijd later werden de werkzaamheden voortgezet in Spanje onder de naam Bultaco. Tot in 1982 Mijwaart terugging naar Nederland zouden de twee blijven samenwerken.
Als hoofdconstructeur van het merk Garelli werd Thiel de man achter de successen van onder anderen motorcoureur Ángel Nieto. Later zette Thiel zijn werk voort bij het Italiaanse Aprilia. 
De ontwerpen van Jan Thiel kenmerken zich als zeer innovatief, snel én betrouwbaar, zowel op het vlak van de krachtbron als in het rijwielgedeelte. Hij was een van de eersten die experimenteerden met een frame uit één stuk, een zogeheten monocoque-frame.
Na ruim 42 jaar in de racerij te zijn geweest is Jan Thiel nog altijd een zeer gewaardeerd constructeur. In november 2004 kondigde de Spaanse fabriek Derbi met trots aan dat Jan Thiel weer aan het hoofd van de race-afdeling kwam te staan. De rijder werd Pablo Nieto (geboren in 1980), zoon van Ángel Nieto.
In maart 2008 nam hij afscheid van de race-gemeenschap tijdens een receptie op de Jamathi clubdag. Hij en zijn echtgenote verhuizen naar Thailand waar ze van hun oude dag gaan genieten.
In totaal behaalden de constructies van Jan Thiel 51 wereldtitels (25 rijderskampioenschappen en 26 constructeurstitels) en circa 300 Grand Prix-overwinningen door onder meer Valentino Rossi (26 GP-overwinningen, 2 wereldtitels) en Loris Capirossi.

## Mijlpalen uit zijn carrière
- 1962 - samenwerking met Martin Mijwaart start
- 1965 - start Jamathi
- 1968 - Jamathi, bereden door Paul Lodewijkx, wint de TT van Assen
- 1974 - naar Piovaticci
- 1977 - naar Bultaco (4 keer WK 50cc en 1 keer WK 125cc)
- 1980 - naar Minarelli (2 keer WK 125cc)
- 1984 - naar Garelli (8 keer WK 125cc)
- 1995 - via kort verblijf bij Agati en Rumi naar Aprilia (4 keer WK 125cc, 6 keer WK 250cc)